# Юбилейное медно-колчеданное месторождение
Юбилейное медно-колчеданное месторождение  — медно-цинково-колчеданное месторождение России, расположено в Хайбуллинском районе Республики Башкортостан и является одним из крупнейших в России. Открыто в августе 1966 года. Разработка месторождения осуществляется с 1996 года.
Запасы руды оцениваются в 74 млн тонн.
Расположено рядом с деревней Петропавловский.

## Характеристика месторождений
Руды Юбилейного месторождения представлены двумя разновидностями: золотосодержащими бурожелезняковыми и первичными медно-колчеданными.

## Операторы месторождений
С августа 2004 года генеральным подрядчиком недропользователя являлся ОАО «Учалинский ГОК». С 1 марта 2006 года отработка Юбилейного месторождения медно-цинковых руд открытым способом ведется ООО «Башкирская медь».

## Первооткрыватели
В 1980 году за открытие и разведку Юбилейного, а также Октябрьского и Подольского месторождений В. В. Воробьёв, Б. Д. Магадеев, В. М. Попов, Ю. А. Болотин, У. Ю. Давлетбаев, Г. Ю. Мазитов, Г. К. Долматов, Н. В. Матвеев были награждены Государственной премией СССР.